# 王立 (1966年)
王立（1966年4月—），山东寿光人，中华人民共和国政治人物。

## 生平
1986年6月加入中国共产党。1988年7月，毕业于武汉测绘科技大学光学仪器专业。1994年11月，担任武汉测绘科技大学团委书记。1999年12月，担任武汉测绘科技大学出版社社长。
2001年11月，担任武汉市武昌区副区长。2006年2月，担任武汉市人民政府副秘书长。同年12月，担任武汉市建设委员会主任。2012年，担任中共武昌区委书记。2015年9月，担任武汉市副市长。
2016年6月，担任鄂州市委副书记，市人民政府副市长、代理市长。同年8月，担任中共鄂州市委副书记、市长。2018年2月24日，当选为第十三届全国人大代表。同年9月，担任中共鄂州市委书记，11月辞去市长职务。2021年3月，任中共宜昌市委书记。同年12月，升任湖北省人民政府副省长。2023年，转任宁夏回族自治区人民政府副主席。。